# Arquitectura en pissarra
L'arquitectura en pissarra és un model arquitectònic de programari habitualment utilitzat en sistemes experts, sistemes multiagent i, en general, sistemes basats en el coneixement.

## Descripció
L'arquitectura en pissarra consta de múltiples elements funcionals, denominats agents, i un instrument de control denominat pissarra.
Els agents solen ser programes especialitzats en una tasca concreta o elemental. Tots ells cooperen per a arribar a una meta comuna, si bé, els seus objectius individuals no estan aparentment coordinats. El comportament bàsic de qualsevol agent consisteix a examinar la pissarra, realitzar la seva tasca i escriure les seves conclusions en la mateixa pissarra. D'aquesta manera, altre agent pot treballar sobre els resultats generats pel primer. La computació acaba quan s'arriba a alguna condició desitjada entre els resultats escrits en la pissarra.
La pissarra té un doble paper. D'una banda, coordina als diferents agents i, per una altra, facilita la seva intercomunicació. L'estat inicial de la pissarra és una descripció del problema a resoldre. L'estat final serà la solució del problema.
Els resultats generats pels agents han de respondre a un llenguatge i semàntica comuna. En general, se solen utilitzar formalismes lògics o matemàtics, tals com expressions lògiques de primer ordre.

## Avantatges i inconvenients
Aquesta arquitectura és molt útil quan el problema a resoldre (o algorisme a implementar) és extremadament complex en termes cognitius. És a dir, quan el flux de control de l'algorisme és enrevessat, o simplement, no es té un coneixement complet del problema a resoldre.
Els desavantatges de l'arquitectura són bastant òbvies a priori. És important no generalitzar en aquest aspecte, ja que cada implementació en particular pot solucionar aquests desavantatges en algun àmbit limitat: 
- No existeix garantia que s'arribarà a una solució.
- És una arquitectura ineficient, ja que no existeix una cota respecte al temps de còmput necessari per a resoldre el problema.
- És difícil obtenir una traça dels passos que van dur a la solució, és a dir, no oferix explicacions. Des d'un punt de vista més filosòfic, l'arquitectura en pissarra oferix un interessant experiment de tipus social. Cada agent té els seus propis objectius, desconeix els objectius dels altres, i tampoc coneix l'objectiu global (la solució del problema). No obstant això, es produïx una cooperació inconscient entre ells que duu a una meta més important.